# Albatrellus tianschanicus
Albatrellus tianschanicus är en svampart som först beskrevs av Appollinaris Semenovich Bondartsev, och fick sitt nu gällande namn av Zdeněk Pouzar 1966. Albatrellus tianschanicus ingår i släktet Albatrellus och familjen Albatrellaceae.   Inga underarter finns listade i Catalogue of Life.